# 睢陵県
睢陵県（すいりょう-けん）は中華人民共和国江蘇省にかつて存在した県。現在の徐州市睢寧県一帯に相当する。
前漢により現在の淮安市泗洪県一帯に設置された。三国時代に魏により現在の睢寧県に遷されている。隋朝が成立すると、開皇初年に廃止されている。